# The One You Know
"The One You Know" é uma canção da banda de rock Americana Alice in Chains e o primeiro single do sexto álbum de estúdio da banda, Rainier Fog, lançado em 24 de agosto de 2018. O single foi lançado via streaming no Spotify em 3 de maio de 2018. Um videoclipe dirigido por Adam Mason foi lançado no mesmo dia no canal oficial da banda no YouTube. A canção atingiu a 9ª posição da parada Mainstream Rock da Billboard, e a 10ª posição da parada US Active Rock do Mediabase.
Segundo o compositor, o vocalista e guitarrista Jerry Cantrell, a canção foi inspirada por David Bowie, tendo influência da música "Fame", lançada pelo cantor no álbum Young Americans, de 1975.

## Videoclipe
De 30 de Abril a 3 de Maio de 2018, pequenos teasers foram compartilhados nas redes sociais do Alice in Chains mostrando cenas do videoclipe. Um teaser de 19 segundos com uma prévia da canção e cenas da banda tocando foi compartilhado junto com a revelação do título da nova música, "The One You Know", em 3 de Maio de 2018.
O videoclipe dirigido por Adam Mason foi lançado em 3 de Maio de 2018 e conta com cenas da banda tocando em um estúdio sob um tratamento vermelho cheio de sombras, ao mesmo tempo que imagens de seres microscópicos são exibidas aleatoriamente. Também há uma história paralela involvendo um homem e uma mulher.
Em entrevista para o programa Trunk Nation de Eddie Trunk em 7 de maio de 2018, os vocalistas Jerry Cantrell e William DuVall revelaram que o baterista Sean Kinney conversou com o diretor Adam Mason, que estava fazendo um filme sci-fi sombrio, e eles falaram sobre fazer dois trabalhos de arte separados e talvez juntá-los, e que o videoclipe de "The One You Know" é o primeiro capítulo dessa saga.

## Performances ao vivo
A música foi tocada ao vivo pela primeira vez durante um show do Alice in Chains no festival Carolina Rebellion em Concord, North Carolina em 4 de Maio de 2018. Jerry Cantrell e William DuVall tocaram uma versão acústica e improvisada da música durante uma performance intimista para a rádio 101WKQX de Chicago em 15 de maio de 2018.

## Créditos
- Jerry Cantrell - Vocal principal, guitarra solo
- William DuVall - Vocal de apoio, guitarra rítmica
- Mike Inez - Baixo
- Sean Kinney - Bateria

## Desempenho nas tabelas musicais
| Tabela (2018)                                             | Melhor posição |
| --------------------------------------------------------- | -------------- |
| México (Billboard Ingles Airplay )                        | 40             |
| Países Baixos (Free40 Alternative Songs)                  | 1              |
| Canadá (Mediabase Active Rock)                            | 20             |
| Estados Unidos (Billboard Hot Rock Songs)                 | 36             |
| Estados Unidos (Billboard Rock Airplay)                   | 27             |
| Estados Unidos (Billboard Rock Digital Song Sales)        | 13             |
| Estados Unidos (Billboard Alternative Digital Song Sales) | 10             |
| Estados Unidos (Mediabase Active Rock)                    | 10             |
| Estados Unidos (Billboard Mainstream Rock sONGS)          | 9              |
| Estados Unidos (Billboard Hard Rock Digital Song Sales)   | 2              |